# كازو نيشيمورا
كازو نيشيمورا (باليابانية: 西村和雄) (و. 1946 – م) هو عالم اقتصاد، ولد في سابورو.

## التعليم
تعلم في جامعة طوكيو.